# Daouda Malam Wanké
Daouda Malam Wanké (Yellou (Frans-West-Afrika), 1946 of 1954 – Niamey (Niger), 15 september 2004) was een Nigerese militair. In 1999 werd hij na een militaire coup president van Niger.
Wanké behoorde van huis uit tot de Hausa-stam. Hij ging op jonge leeftijd bij het leger. Hij gaf in 1999 leiding aan een militaire coup waarbij president Ibrahim Baré Maïnassara het leven verloor. Deze had zelf drie jaar eerder de macht gegrepen door middel van een staatsgreep en heerste op dat moment als dictator. Wanké volgde hem op als president nadat aanvankelijk verschillende politici, waaronder premier Ibrahim Hassane Mayaki, het presidentschap hadden geclaimd. Hij werd op 11 april 1999 aangesteld en gaf leiding aan een overgangsregering.
Het nieuwe regime schreef verkiezingen uit die gewonnen werden door Mamadou Tandja. Deze volgde Wanké op als president. Na zijn aftreden als president kampte Wanké veel met gezondheidsklachten. Hij had hart- en vaatklachten. Wanké reisde naar Libië, Marokko en Zwitserland voor medische behandeling. Hij overleed uiteindelijk in Niamey. Wanké liet een vrouw en drie kinderen achter.